# Cartel de Hyper-Comunicaciones
El Cartel de Hyper Comunicaciones es una organización ficticia en el universo de la Guerra de las Galaxias que se encarga de coordinar las comunicaciones de la Confederación de Sistemas Independientes.
Por sus importantes aportes a los separatistas, San Hill (el presidente del Clan Intergaláctico de Bancos) y Wat Tambor (el presidente de la Tecno Unión), colocaron al frente del Cartel de Hyper-Comunicaciones al senador Po Nudo.
El senador Po Nudo, pertenecía a la especie de los aqualish, que logró hacer que muchos otros senadores y delegados dejasen la República Galáctica y se uniesen a los separatistas.
El cartel fue absorbido por el Imperio Galáctico, cuando Darth Vader asesina a los separatistas en Mustafar.
- Datos: Q2918922